# Gehlenberg
Gehlenberg ist ein Dorf im Hümmling und gehört zur Stadt Friesoythe im Landkreis Cloppenburg. Vor der niedersächsischen Gebietsreform, die am 1. März 1974 in Kraft trat, war Gehlenberg eine eigenständige Gemeinde im Landkreis Aschendorf-Hümmling.

## Geografische Lage und Naturraum
Die Stadt Friesoythe liegt etwa 9 km nordöstlich von Gehlenberg im nordwestlichen Bereich des Landkreises Cloppenburg, nahe der Grenze zum Landkreis Emsland. Durch die Ortslage verläuft die Landesstraße 63 (Lorup–Markhausen).
Gehlenberg liegt zwischen der Hunte-Leda-Niederung und der Sögeler Sandgeest. Moor und Geest prägen den Bereich um Gehlenberg.

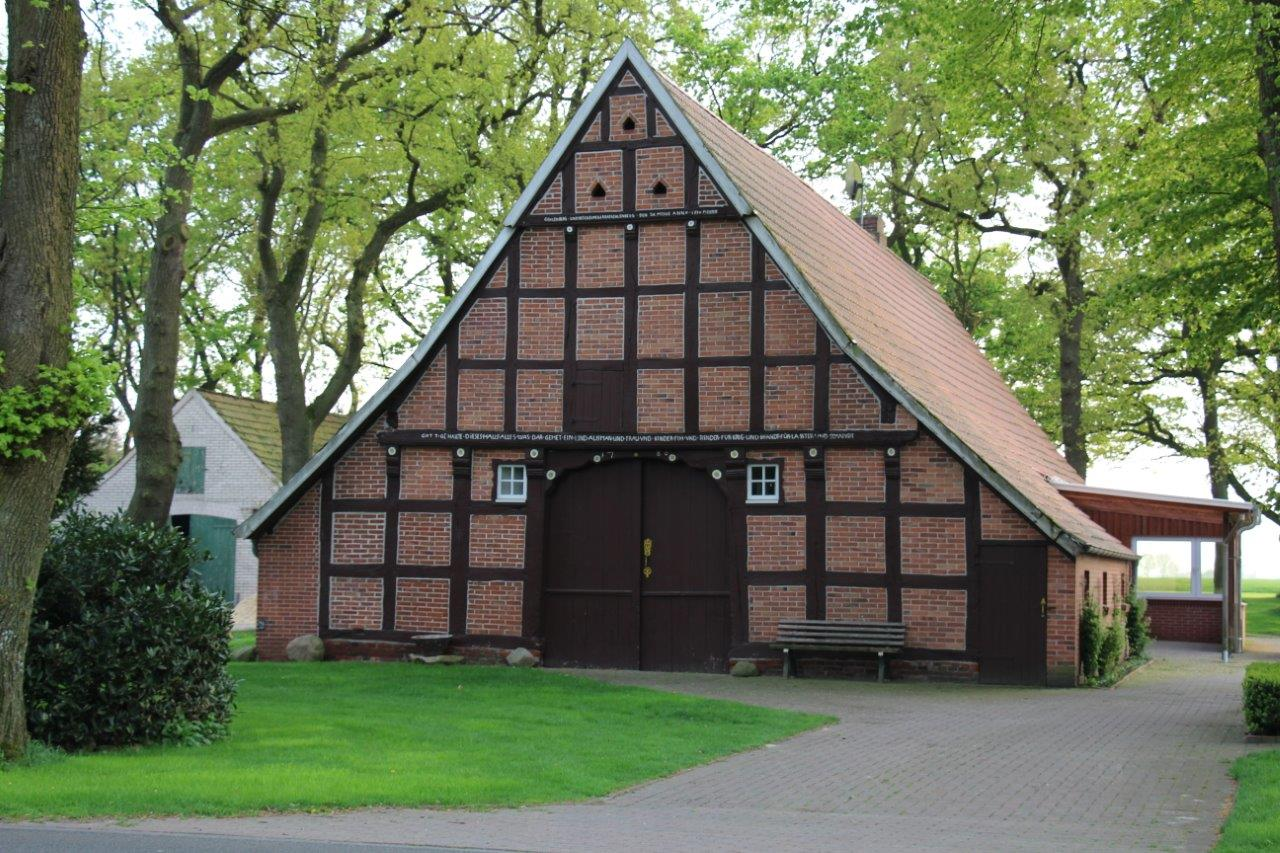
Das Haus Meyer ist das älteste Haus in Gehlenberg

## Geschichte
Die Gründung Gehlenbergs am Nordostrand des Hümmlings geht auf die Kolonisation der emsländischen Moore im 18. Jahrhundert zurück, die der Fürstbischof von Münster als Grenzsicherung gegen die Niederlande und für die Gewinnung von Siedlungsplätzen anordnete. Die 1788 erfolgte Verlosung von 30 „Plaatzen am gehlen Berg“ kann als eigentliches Gründungsdatum gewertet werden. Die Kolonie wurde nach dem „gehlen Berg“ benannt, auf dem sich heute die Mühle befindet. Eine kontinuierliche Siedlungstätigkeit gab es wegen Marken-Grenzstreitigkeiten aber zunächst nicht. Dies änderte sich erst 1809, als unter dem Herzog von Arenberg 35 Plaatzen an Bauernsöhne aus den benachbarten Dörfern des Hümmlings vergeben wurden. Die Kolonie erhielt nun den Namen „Neuarenberg“. Die schleppende Besiedlung hing auch mit den schwierigen Bedingungen zusammen, unter denen die Neubauern dem Boden ihren Lebensunterhalt abringen mussten.
Am 1. Oktober 1939 wurde Neulorup (1826/27 von der Gemeinheit Lorup zur Sicherung ihrer Markengrenze gegründet) aufgelöst und mit Neuarenberg zur neuen Gemeinde Gehlenberg zusammengeschlossen.

## Gebäude und Denkmäler

### Katholische Kirche St. Prosper

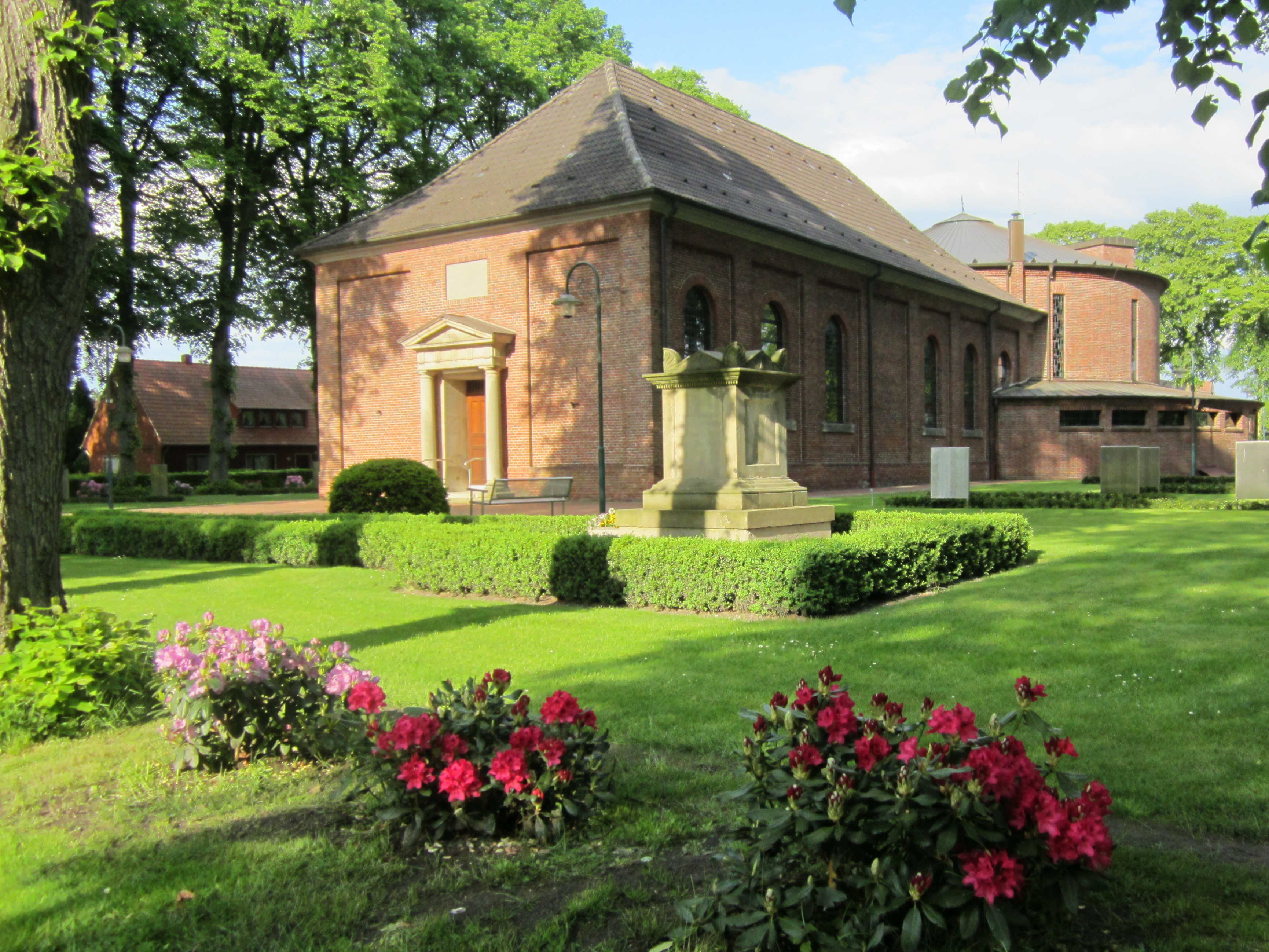
Pfarrkirche St. Prosper Gehlenberg

Da es nach der Gründung von Gehlenberg keine Kirche im Dorf gegeben hat, mussten die Gläubigen die 16 km lange Strecke für einen Gottesdienstbesuch nach Werlte gehen. Der Herzog Prosper Ludwig und Herzogin Ludmilla ermöglichten 1829 den Bau der Saalkirche mit dem klassizistischen Säulenportal. Durch Hand- und Spanndienste half die Bevölkerung beim Bau der Kirche mit. Auf dem „Tichelberg“ (= Ziegelberg), einer tonhaltigen kleinen Erhebung, wurde eine Feldziegelei eingerichtet. Hier wurden die Steine und Dachziegel geformt und im Feldbrandverfahren gebrannt, die man zum Kirchbau brauchte.
1831 konnte der Bau der von Josef Niehaus aus Haselünne errichteten Kirche abgeschlossen werden. Im gleichen Jahr erfolgte am 9. November die Einweihung. Aus Dankbarkeit wurde die Kirche nach den Namenspatronen der beiden, dem heiligen Prosper und der heiligen Ludmilla, benannt.
Da die Kirche zu wenig Platz bot, wurde sie 1931 um einen Rundbau in Richtung Osten erweitert.
Die Pfarrgemeinde St. Prosper Gehlenberg mit den Orten Gehlenberg und Neuvrees gehört seit dem 1. Juli 2007 zur Pfarreiengemeinschaft „Abraham“ im Bistum Osnabrück.

### Schücking-Denkmal

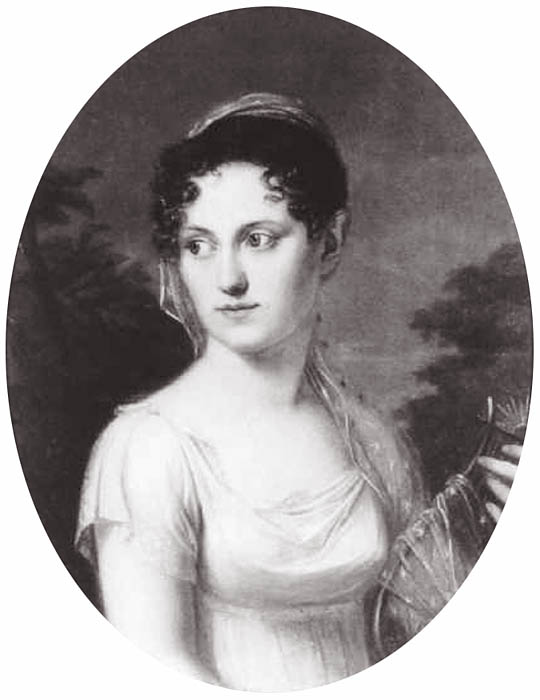
Katharina Schücking, geb. Busch

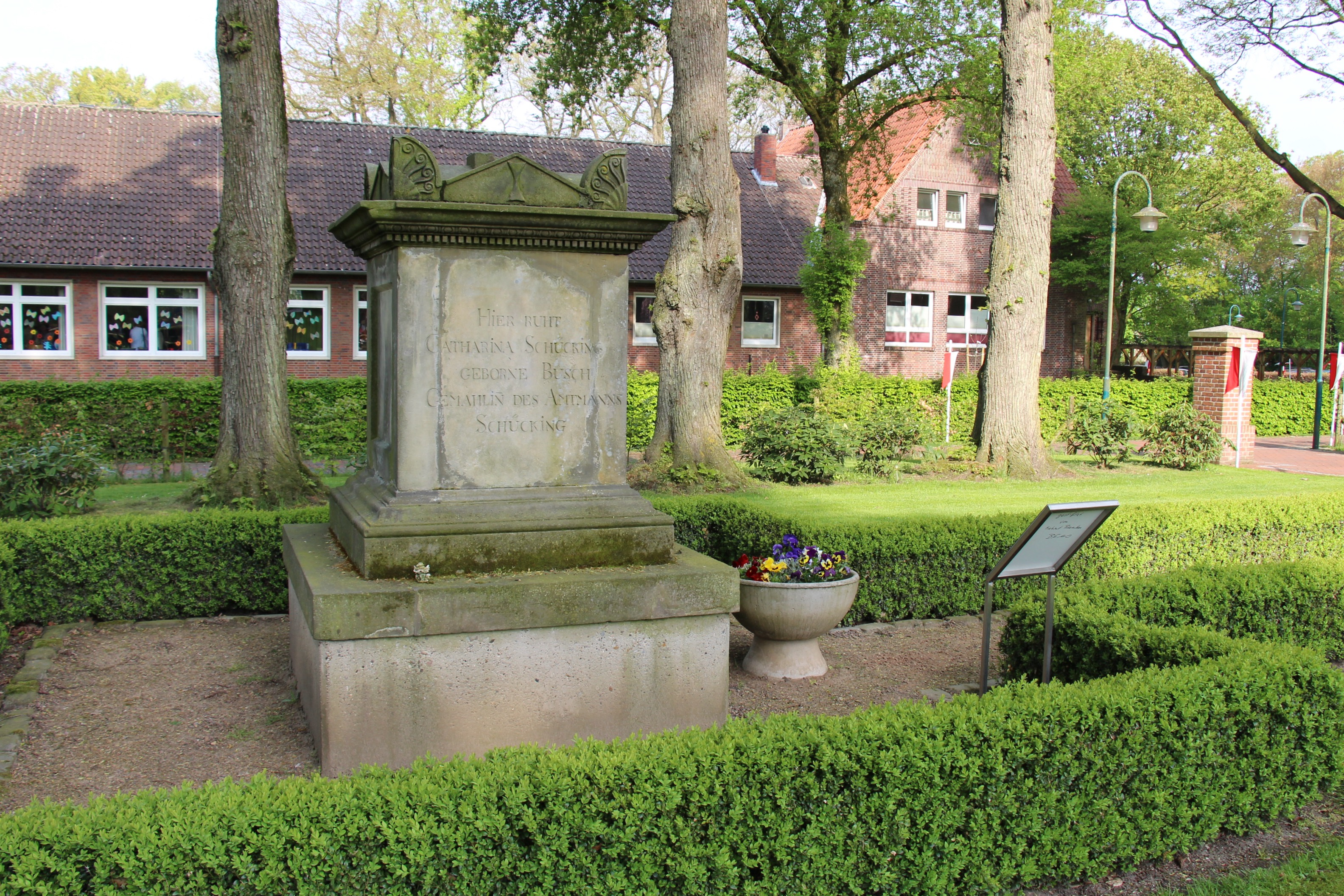
Schücking-Denkmal

Katharina Sibylla Schücking, geb. Busch (* 26. Januar 1791 in Ahlen; † 2. November 1831 auf dem Ludmillenhof in Sögel) war eine bekannte Dichterin.
Schücking ist in Dülmen aufgewachsen. Sie heiratete am 7. Oktober 1813 den Richter Paulus Modestus Schücking. Das Ehepaar hatte sechs gemeinsame Kinder und kam 1813 nach Meppen und 1815 nach Sögel.
Als Amtmann des Herzogs von Arenberg war Modestus Schücking wesentlich am Bau der Kirche im damaligen Neuarenberg (heute Gehlenberg) beteiligt. So kam auch seine Ehefrau des Öfteren nach Neuarenberg, wo sie sich der Überlieferung nach sehr für die arme Bevölkerung eingesetzt hat, unter anderem mit Medikamenten. Sie liebte die Natur und soll sich gewünscht haben, in dieser Waldeinsamkeit in Neuarenberg begraben zu werden.
Schon sehr früh war Katharina an Literatur interessiert. Sie hat bereits in jungen Jahren zahlreiche Gedichte verfasst, die teilweise zu ihren Lebzeiten veröffentlicht wurden. Ihre gesammelten Werke wurden erstmals 2005 herausgegeben. Sie war befreundet mit Annette von Droste-Hülshoff, von der sie als dichterisches und menschliches Vorbild sehr geschätzt und als „Westphalens Dichterin“ bezeichnet wurde. Ihr ältester Sohn Levin (1814–1883) knüpfte an die Talente seiner Mutter an und wurde ein bekannter Schriftsteller.
Katharina, die zeitlebens unter den Zwängen des Frauenbildes zu Beginn des 19. Jahrhunderts gelitten hat, starb 40-jährig und fand als erste Tote auf dem Friedhof der Pfarrkirche St. Prosper ihre letzte Ruhe.

### Kulturzentrum Mühlenberg
Die Dorfgemeinschaft Gehlenberg e. V. und der Heimatverein Gehlenberg-Neuvrees-Neulorup e. V. haben gemeinsam das Kulturzentrum Mühlenberg aufgebaut. Zu dem Gelände gehören die Mühle, das Backhaus, ein Heimatmuseum, das Sägereimuseum und verschiedene Gebäude.

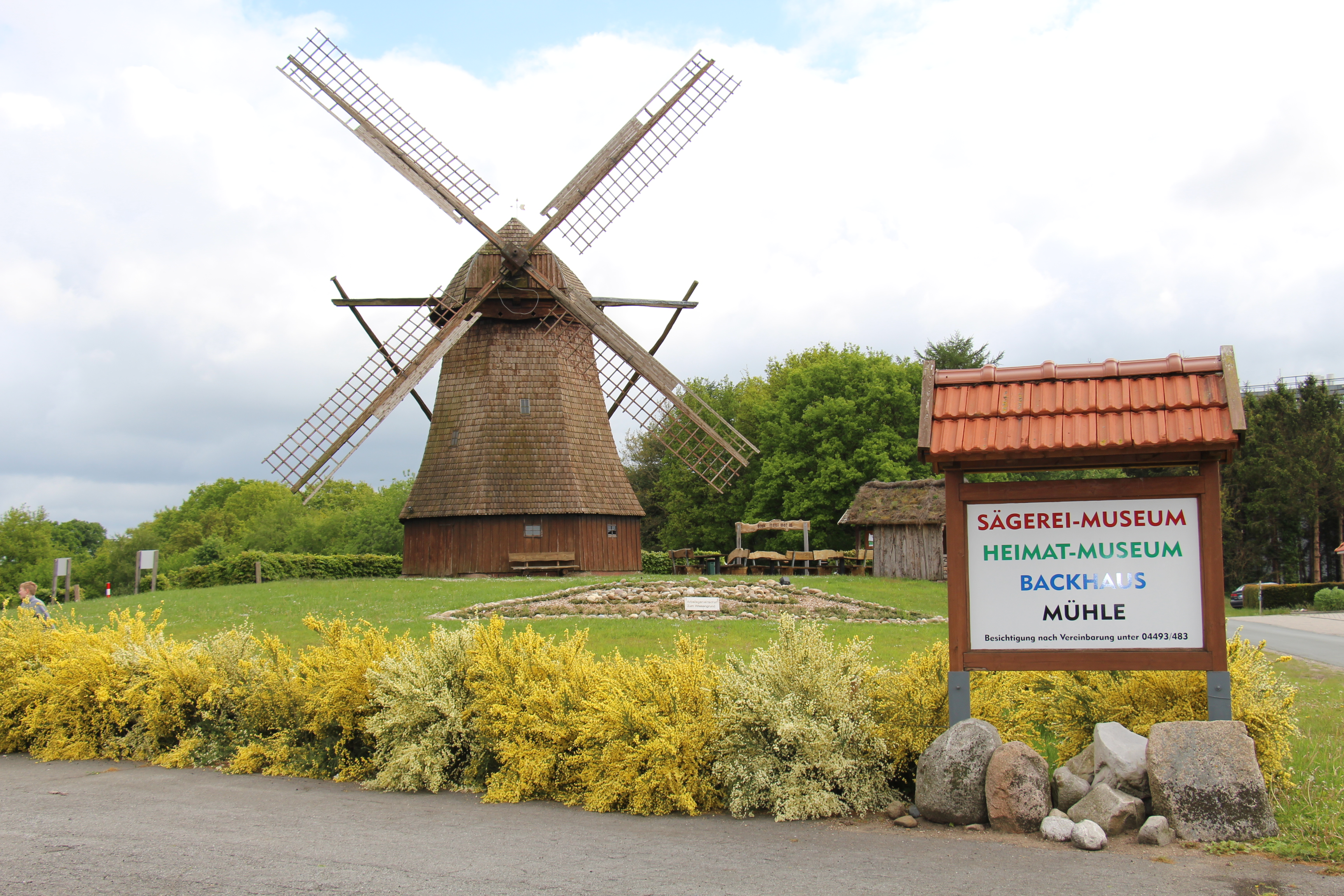
Erdholländer-Windmühle

Drei überregionale Radwege Boxenstopp-Route, Cloppenburger Radtour, Radtour durch Geest und Moor und die Niedersächsische Mühlenstraße führen am Kulturzentrum vorbei.

#### Mühle
Die Gehlenberger Windmühle gehört zu den Erdholländer-Windmühlen (Grundsegler). Erdholländer bieten die Möglichkeit, dass die Flügel zur Wartung vom Boden aus erklettert werden können. Erbaut wurde sie im Jahr 1840. Die Windmühle besitzt noch das alte Mahlwerk aus dem Jahr 1840. Sie ist seit 1980 im Besitz des Heimatvereins Gehlenberg-Neuvrees-Neulorup e. V.

#### Backhaus
Das ehemalige Backhaus Schute wurde 1927 als Backhaus mit Einliegerwohnung für den Bäcker gebaut. Hier wurde das in der Mühle gemahlene Korn zu Schwarzbrot verarbeitet. 2008 wurde mit der Renovierung begonnen. Mit Unterstützung des Heimatvereines Gehlenberg-Neuvrees-Neulorup e. V. und der Dorfgemeinschaft Gehlenberg e. V. wurde der alte Steinbackofen komplett erneuert. Ein Backraum, ein Aufenthaltsraum und eine neue Toilettenanlage (mit behindertengerechten Toiletten) wurden hergestellt. Im Obergeschoss wurde ein Heimatmuseum eingerichtet.

#### Sägereimuseum
Ebenso wurde die ehemalige Sägerei Schute saniert. Dort ist heute ein Technikmuseum (Sägereimuseum) mit voll funktionsfähigen Sägen eingerichtet. Darunter befinden sich eine Horizontalgatter aus dem Jahr 1905, eine Vollgatter aus dem Jahr 1941, drei großen Bandsägen (davon eine Baujahr 1890), mehrere verschiedene Kreissägen, Fräsen und Bandschleifer sowie Dicken- und Abrichthobelmaschinen. Weitere Geräte zur Holzbearbeitung sind vorhanden. Dazu gehören diverse Exponate rund um das Tischler-, Stellmacher-, Holzschuhmacher-, Drechslerei- und Zimmerei-Handwerk. Im Sägereimuseum kann der gesamte Prozess einer historischen Sägerei ablaufen, von der Anlieferung des Baumstammes bis hin zur Schleif- und Drechselarbeit am fertigen Werkstück.

#### Schmiede

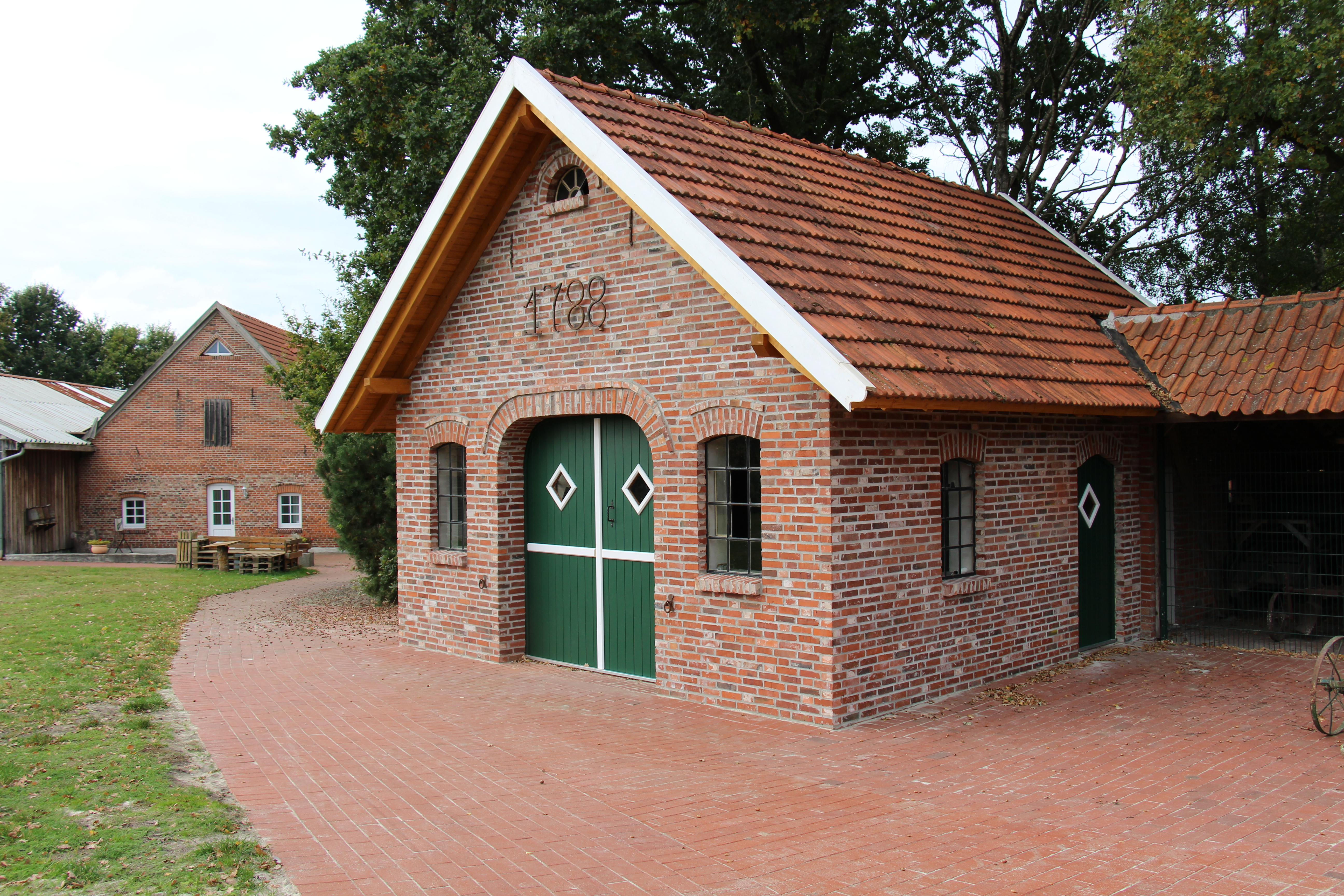

Im Jahr 2020 erstellten die Mitglieder der Dorfgemeinschaft Gehlenberg e. V. mit viel Eigenleistung, Materialspenden und öffentlicher Förderung eine historische Schmiede. Klinker für das Mauerwerk und Dachziegel stammen aus abgebrochenen Stallgebäuden der Familien Janßen, Hauptstraße und Holtmann, Hinterberg. Die Klinker von der Familie Janßen waren noch in der ehemaligen Gehlenberger Ziegelei gebrannt worden. Die Schmiede ist mit den üblichen Schmiedewerkzeugen komplett ausgestattet. Aus den früheren Gehlenberger Schmieden Meyer, Hauptstraße (jetzt Moormann), Immken und Block wurden viele Gegenstände gestiftet, die besichtigt werden können. Eine über 100 Jahre alte Werkbank mit Schraubstock von Johann und Anton Meyer ist ein Schmuckstück in der neuen Schmiede. Amboss, Standbohrmaschine und Doppelschleifmaschine stammen ebenfalls aus der ehemaligen Schmiede Meyer. Die Esse (Schmiedefeuer) war früher in der Schmiede Immken in Gebrauch. Die Abzugshaube hat Willi Immken angefertigt. Aus der Schmiede Block stammt die von Hand betriebene Stößel- oder Kurzhobelmaschine zur Bearbeitung kürzerer Metallflächen. Biegemaschinen und viele weitere kaum noch bekannte Vorrichtungen und Werkzeuge haben in der neuen Schmiede ihren Platz gefunden. Die Original-Ziffern 1788 wurden von Heinrich Block aufgearbeitet und ergänzt.

#### Gelände
2011 wurde das Gelände mit Backhaus und Sägerei von der Stadt Friesoythe erworben und langfristig an den Heimatverein und die Dorfgemeinschaft verpachtet. Im Außenbereich haben Straßengemeinschaften anlässlich der 225-Jahr-Feier von Gehlenberg im Jahr 2013 eine alte Fachwerkschule, einen Göpel, eine Klutenhütte, ein Einsiedlerhaus (Pinsel Ollig), eine Wagenremise und einen Ringofen zum Brennen von Lehmziegeln inkl. Trockenschuppen errichtet.

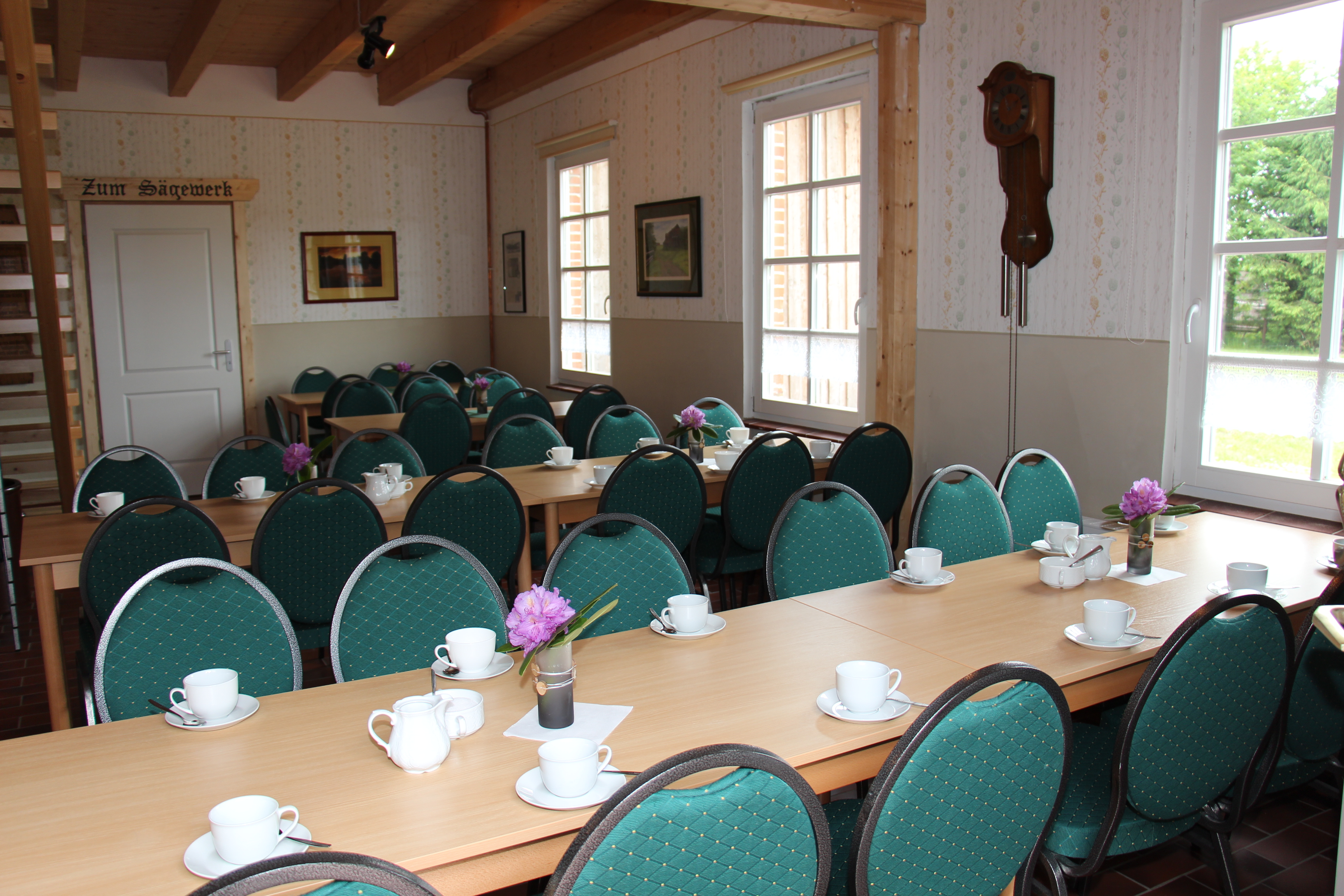
Aufenthaltsraum im Backhaus
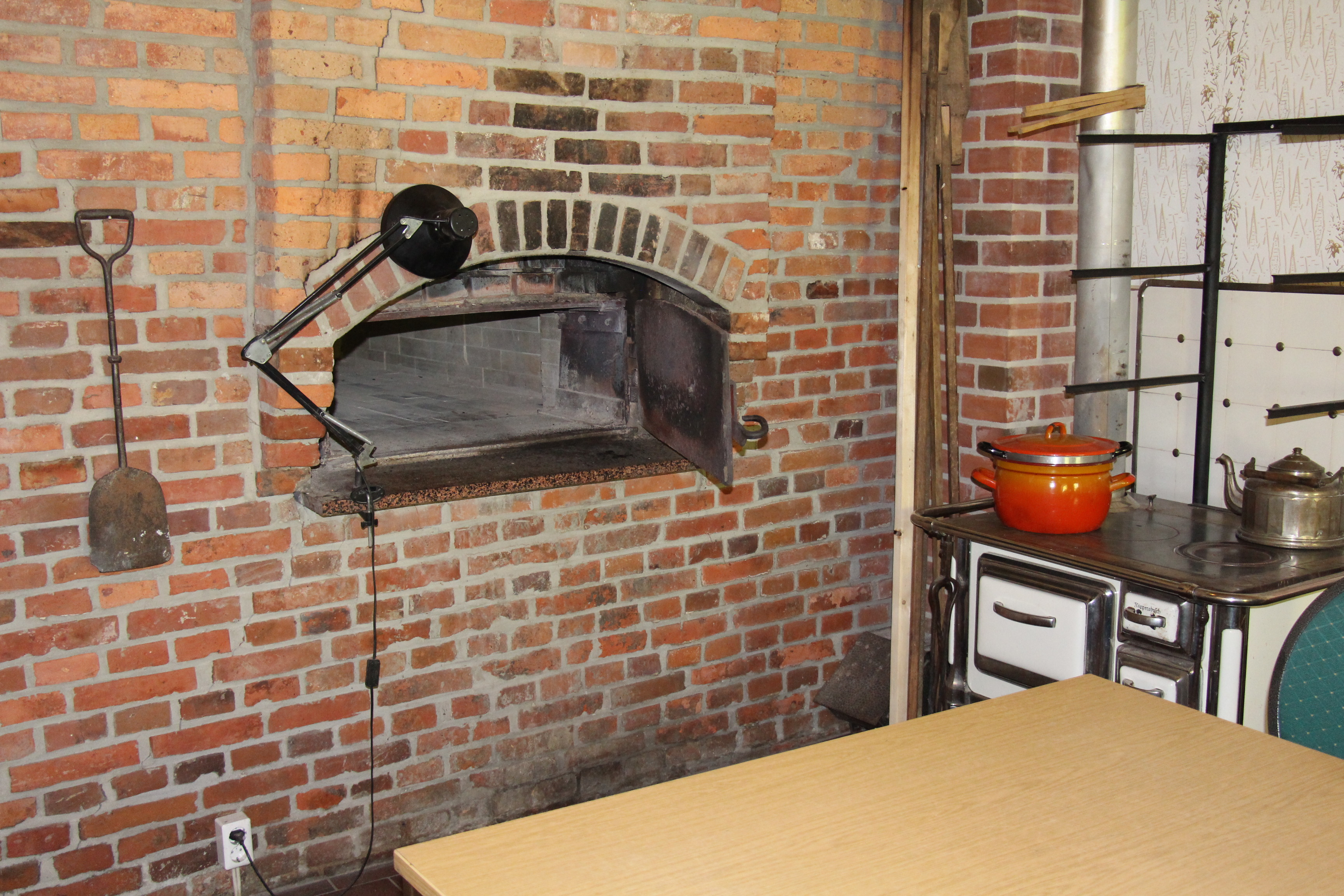
Steinbackofen
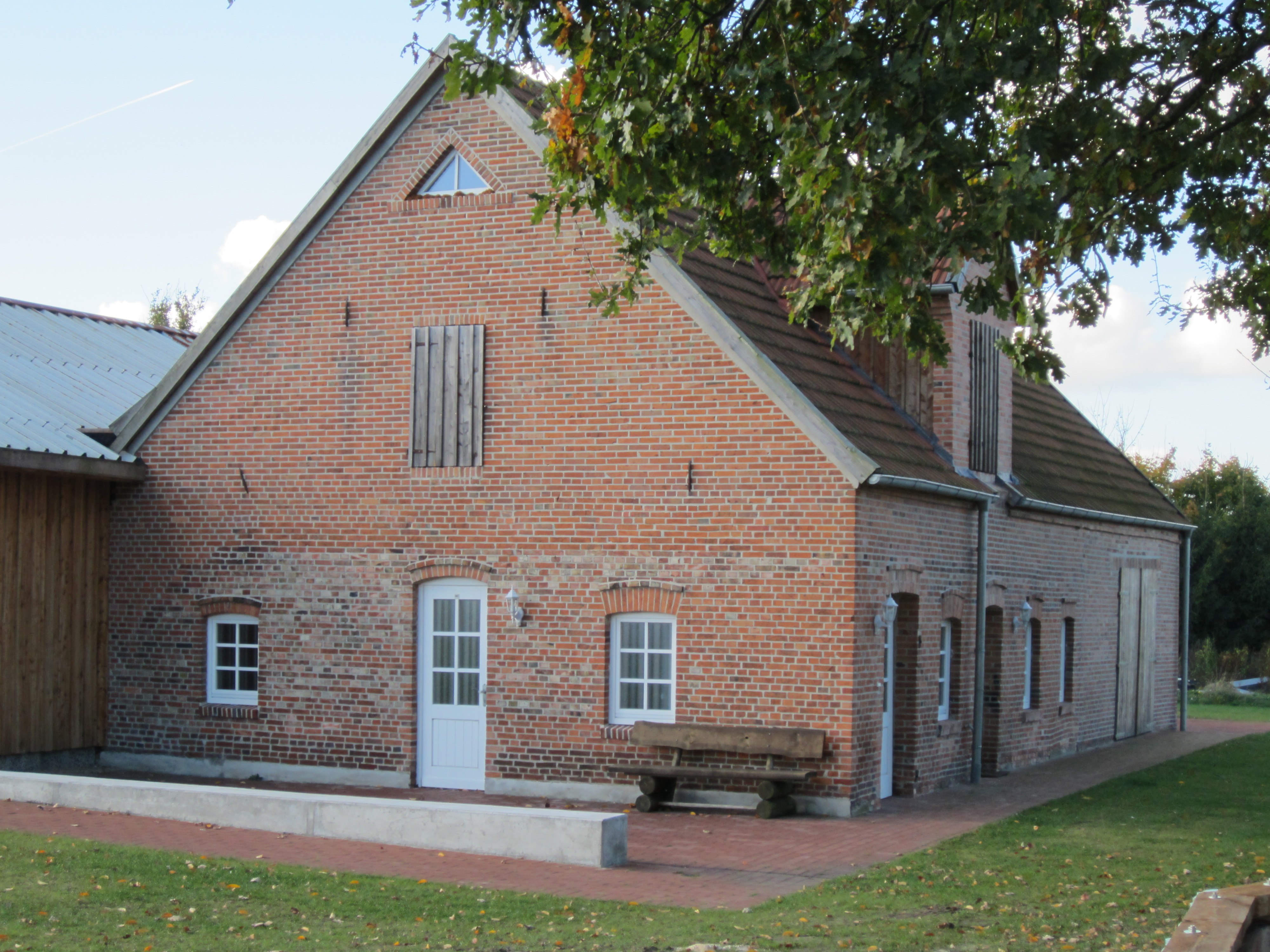
Backhaus
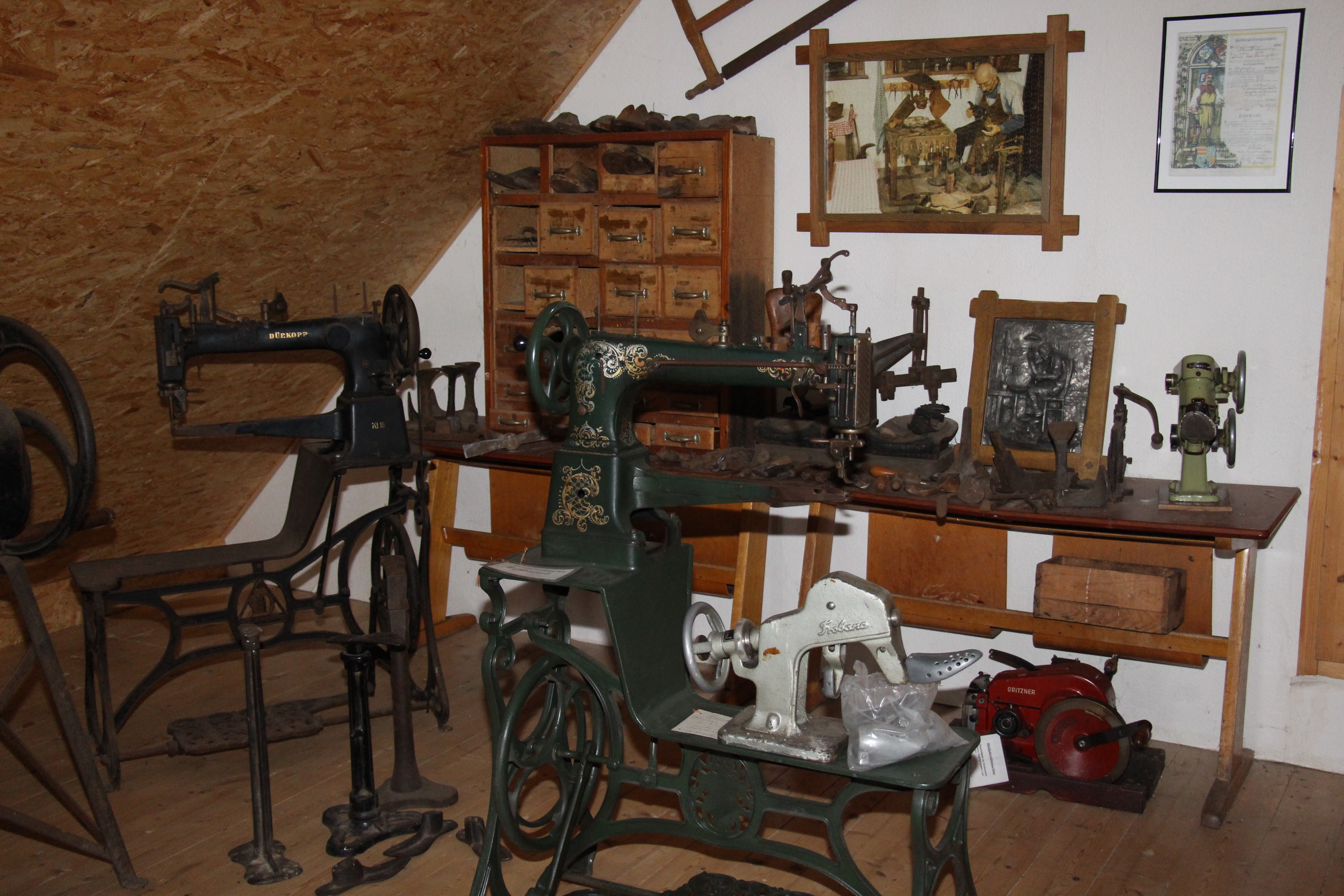
Schusterwerkstatt
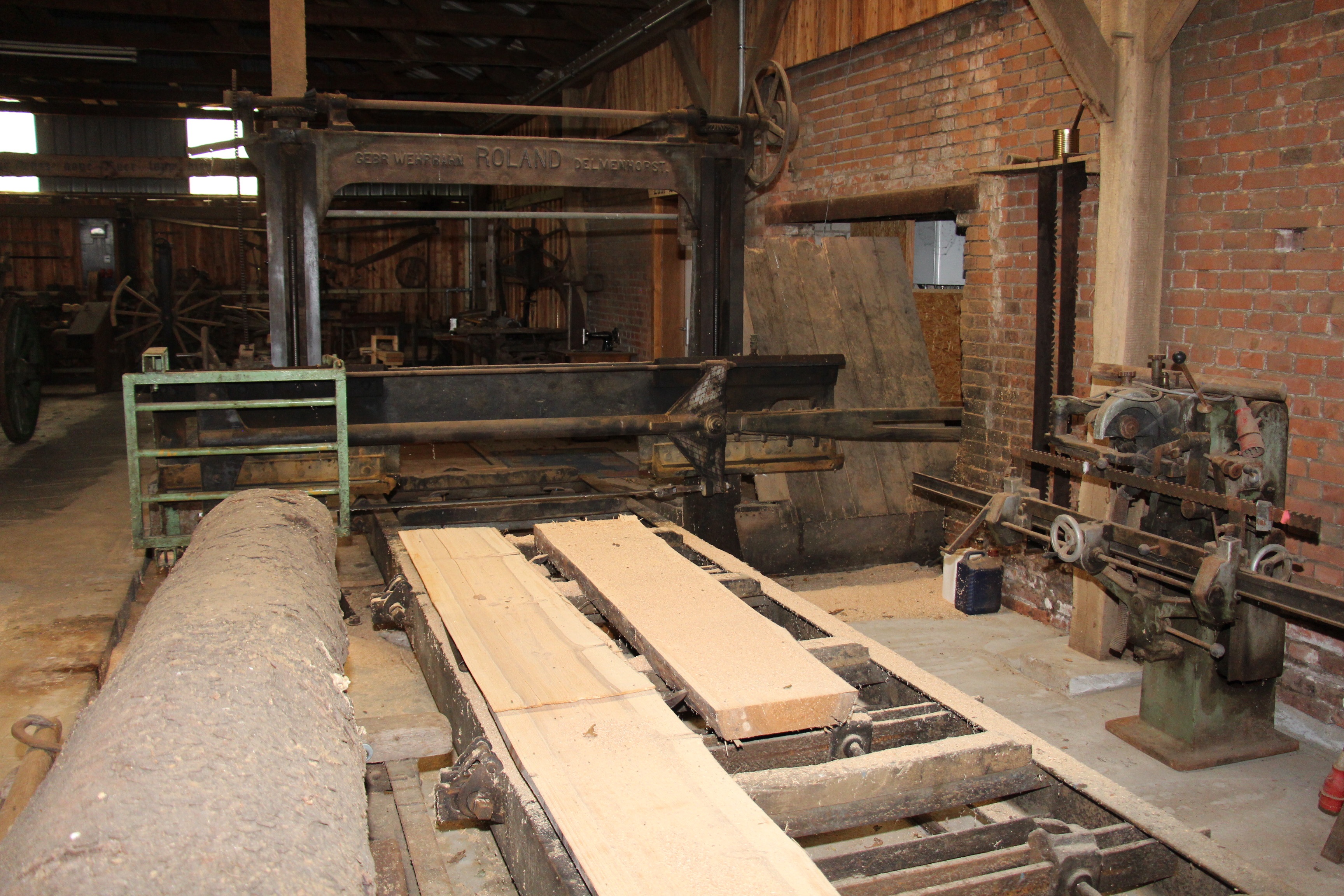
Horizontalgatter aus dem Jahre 1905 im Sägereimuseum
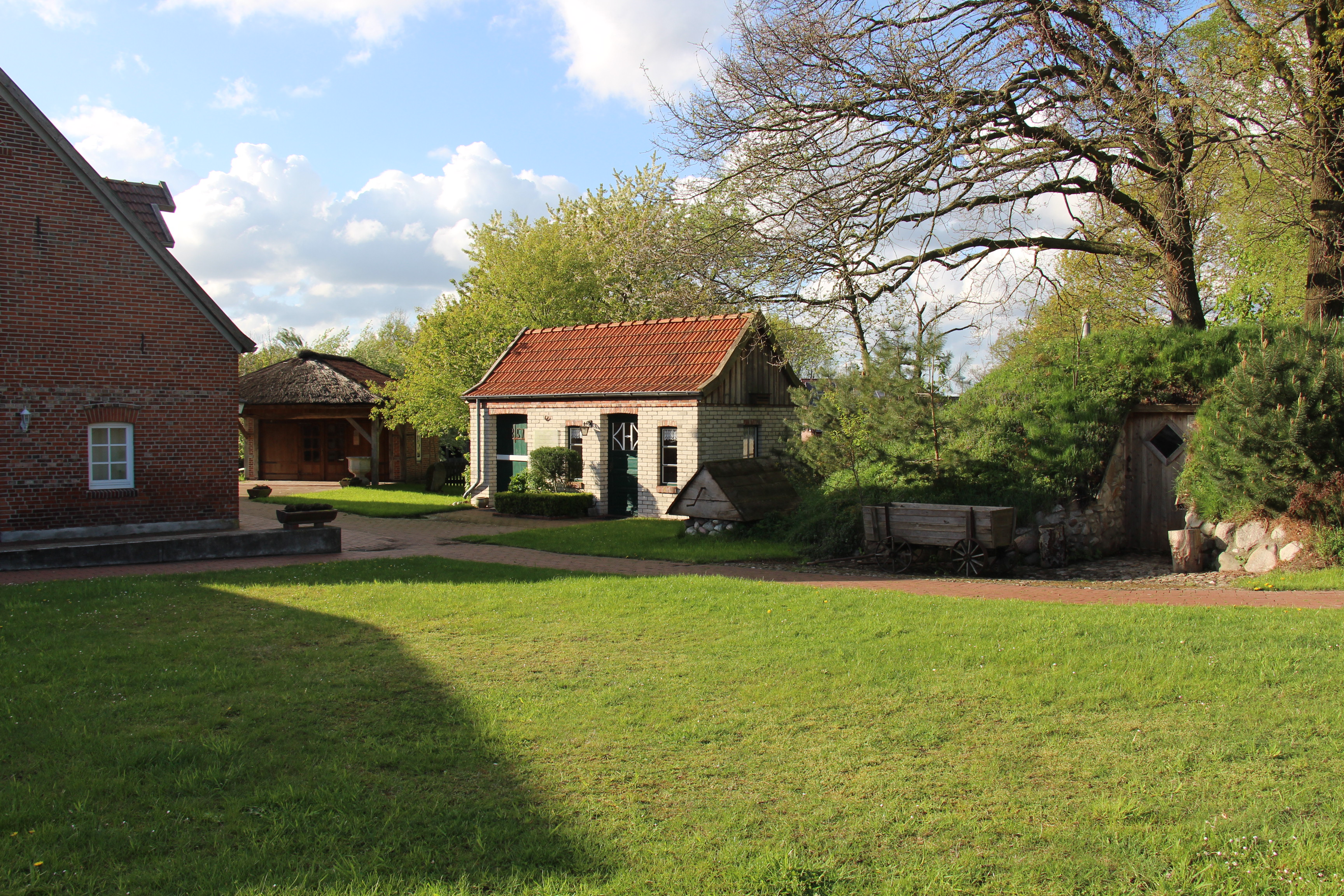
Das Gelände des Kulturzentrums Mühlenberg
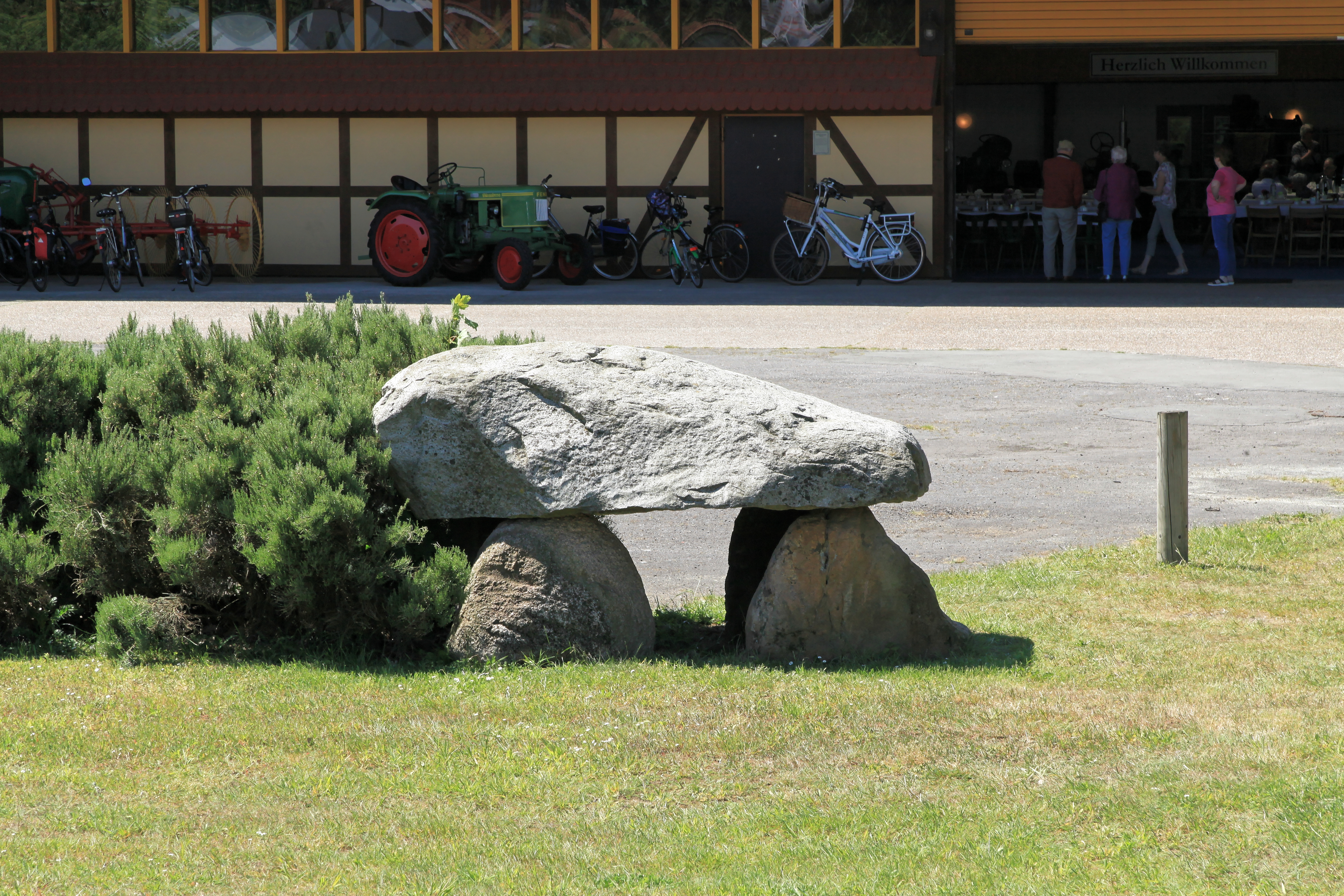
Kulturzentrum
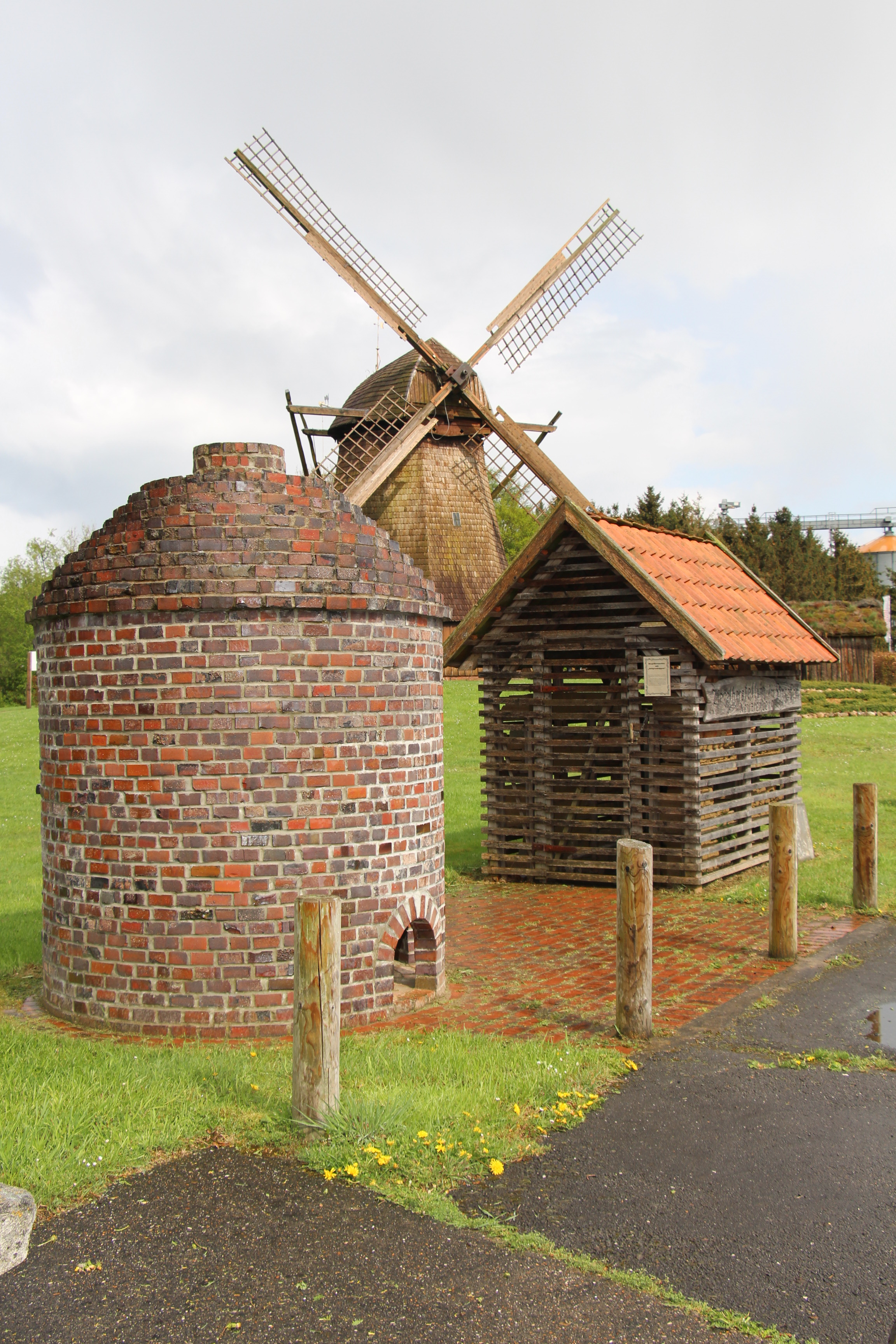
Nachbau eines Ringofens zum Brennen von Lehmziegeln
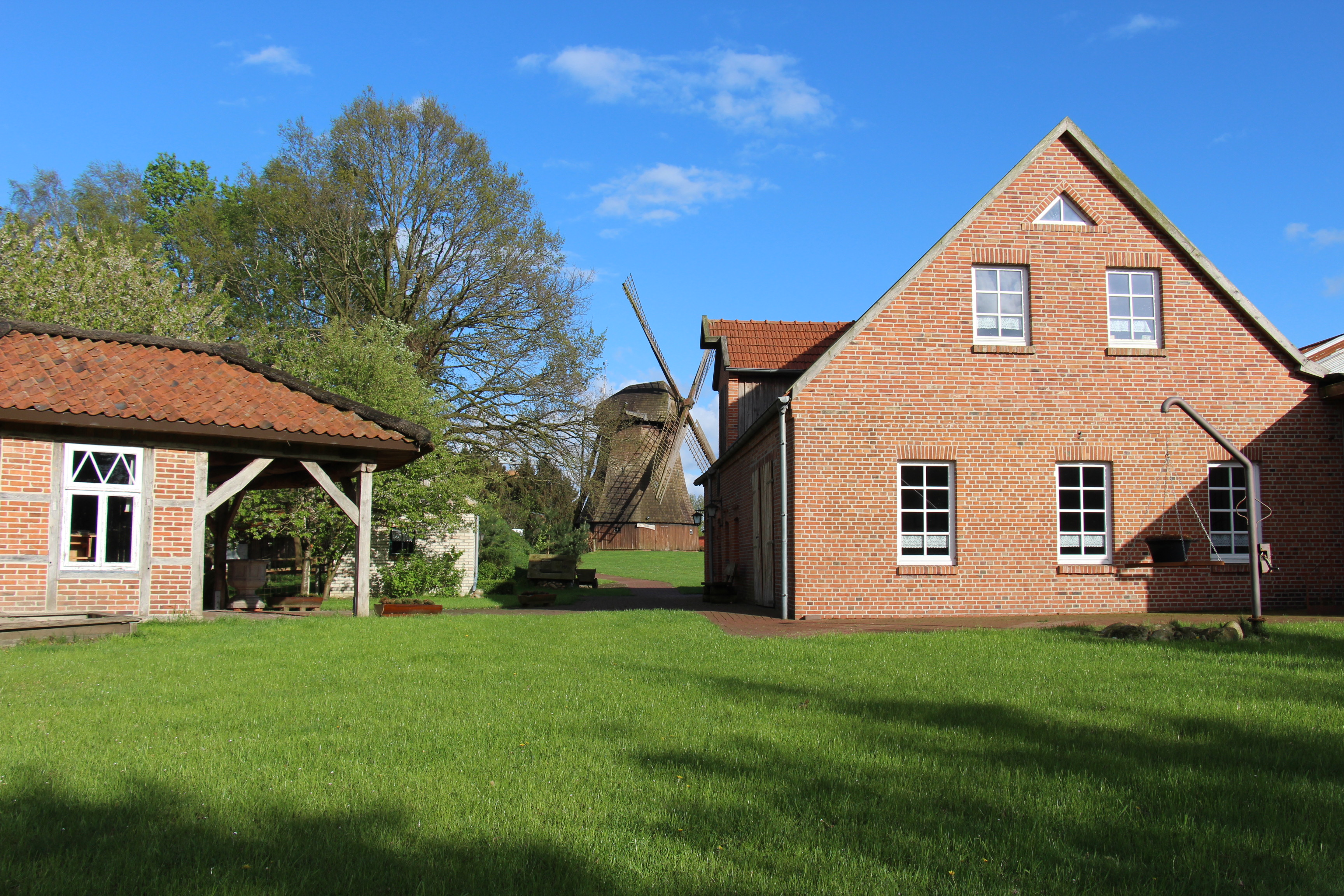
Kulturzentrum Mühlenberg Gehlenberg

### Unser Dorf hat Zukunft

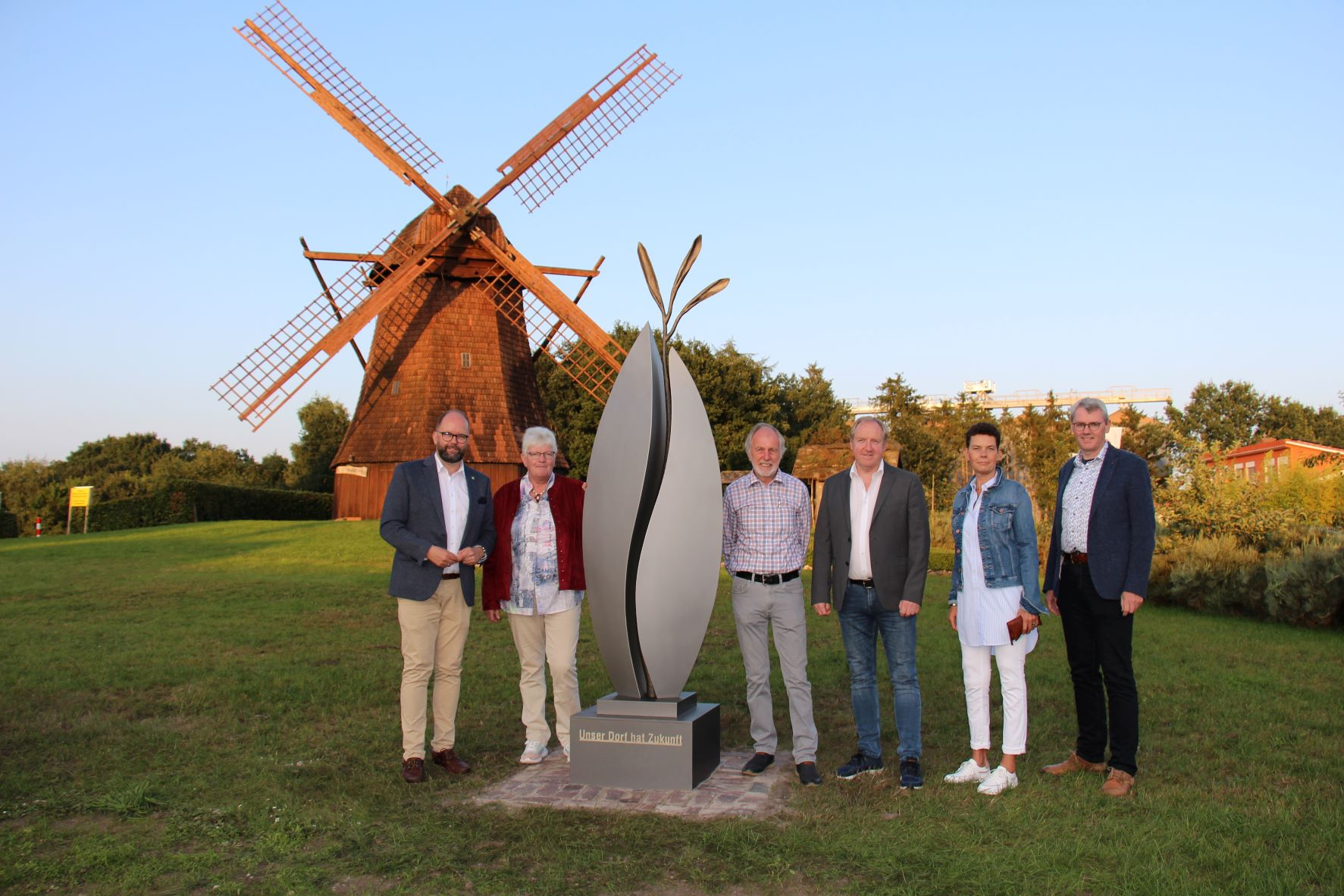
Die neue Stele haben Landrat Johann Wimberg, Marlies Hukelmann, Hans Meyer, Detlef Kolde, Doris Wieghaus und Ansgar Meyer enthüllt.

Die Dorfgemeinschaft Gehlenberg e. V. nimmt seit 1972 am Wettbewerb „Unser Dorf hat Zukunft“ teil, der aus dem früheren Wettbewerb „Unser Dorf soll schöner werden“ hervorgegangen ist. Nachdem das Dorf drei Mal bis zur Bezirksebene gekommen war und im Jahr 2014 einen Sonderpreis für die Gestaltung des Friedhofs an der Kirche erhalten hatte, schaffte man 2018 den Sprung in den Landeswettbewerb.
2012 wurde Gehlenberg als Kreissieger gekürt. Am 3. September 2021 überbrachte die Bewertungskommission die Siegerstele. „Der Sieg der Gehlenberger ist kein Zufall“, sagte Landrat Johann Wimberg bei der Siegerehrung im Kulturzentrum Mühlenberg, „im Laufe der Jahre hat eine dynamische Entwicklung stattgefunden, die noch nicht abgeschlossen ist.“ Beeindruckt hätte das Leitbild „Gemeinsam sind wir stark“. Eine Besonderheit sei die hohe Identifikation der Einwohner mit dem Ort. „Mit viel Eigenleistung realisierte Projekte zeugen davon“, lobte Wimberg das große Engagement.

## Sport
Der Sportverein Gehlenberg-Neuvrees besitzt eine moderne Sportanlage mit Tribüne, Vereinsheim, Grillhaus. Ebenfalls wurde die Sporthalle überwiegend in Eigenleistung umfangreich saniert und mit einer Tribüne und weiteren Räumen im Obergeschoss ausgestattet.
Der Verein bietet altersübergreifend neben Fußball, der mit vier Herren-, einer Damen-, elf Jugend- sowie einer Mädchenmannschaft vertreten ist, u. a. Tischtennis, Volleyball, Völkerball, Nordic-Walking sowie die Sportabzeichenabnahme. In einer aktiven Kinderturnabteilung gibt es in Zusammenarbeit mit der Grundschule und der Kindertagesstätte mehrere Gruppen. Gesundheitskurse wie Gymnastik, Rückenfit, Cardiofit gehören ebenfalls zum Angebot des Sportvereines. Weitere Vereine legen den Schwerpunkt auf Tennis, Schießsport und Tischfußball.

## Wirtschaft und Infrastruktur
Industriegebiet, Gewerbegebiet, Baugebiet, klimafreundliche Energiegewinnung durch Windenergie-, Biogas- und Photovoltaikanlagen, Grundversorgung durch Verbrauchermarkt und weitere Geschäfte, gesunde mittelständische Wirtschaft mit vorwiegend Bau- und Baunebengewerbe und Fleischverarbeitung.

## Bildung
In Gehlenberg sind eine Kindertagesstätte St. Monika mit Kinderkrippe sowie die katholische Grundschule mit Ganztagsangebot ansässig.

## Naturschutzgebiet Tatemeer

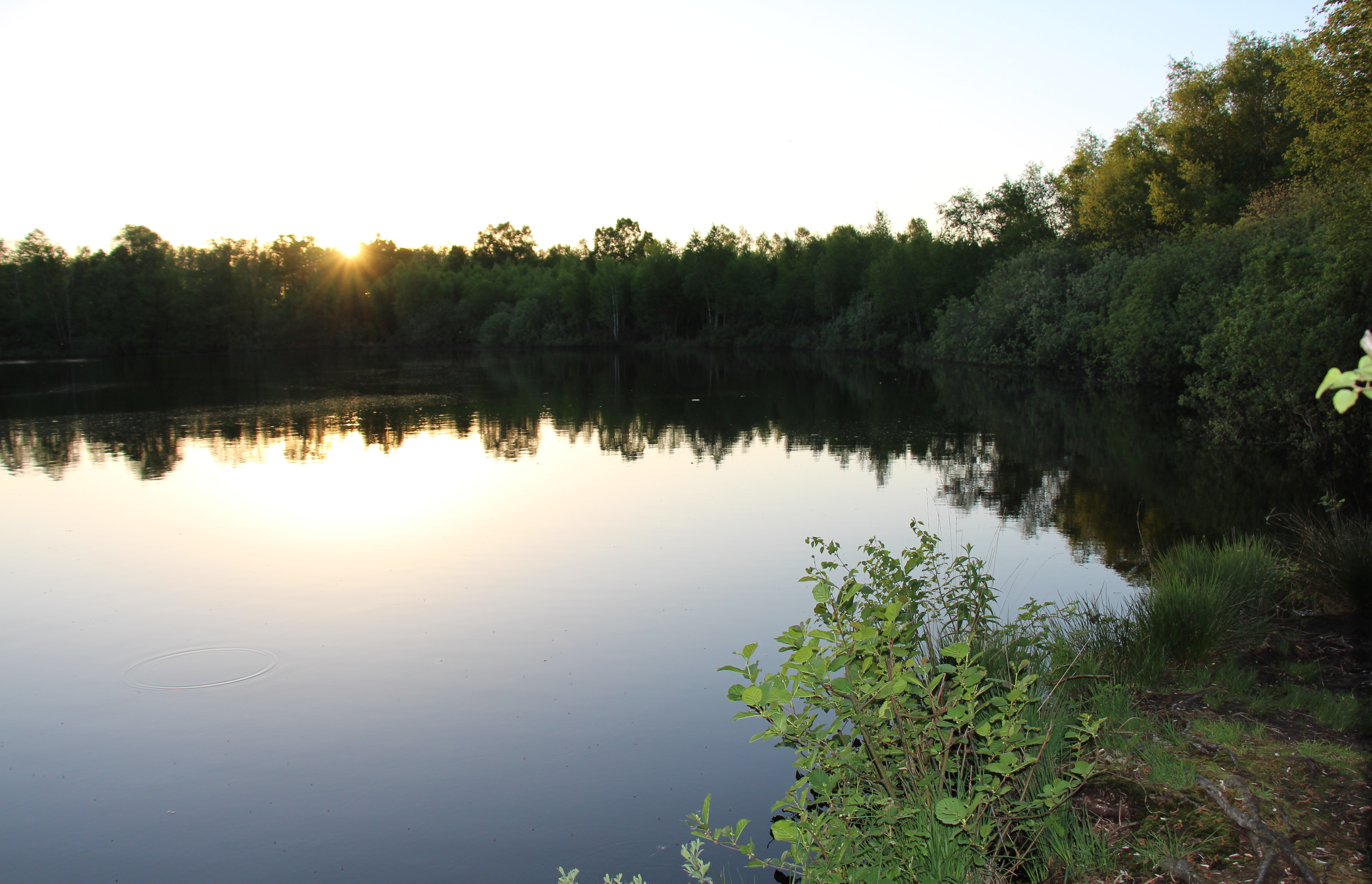
Naturschutzgebiet Großes Tate Meer (Mai 2018)

Der Landkreis Cloppenburg hat im Bereich des Tatemeeres mit finanzieller Beteiligung des Landes Niedersachsen und der EU 49 ha erworben. Die erworbenen Flächen wurden zum Teil der Natur überlassen, zum Teil an interessierte Landwirte zur extensiven Grünlandnutzung verpachtet. Durch die Nutzungsextensivierung wurden neue Lebensräume für wildlebende Pflanzen und Tiere geschaffen bzw. bestehende Lebensräume erhalten und weiter entwickelt.